# 안나 셰르바코바
안나 스타니슬라보브나 셰르바코바(러시아어: А́нна Станисла́вовна Щербако́ва, 2004년 3월 28일 ~ )는 러시아의 피겨스케이팅 선수이다. 동계올림픽에서 금메달 1개,  세계 피겨 스케이팅 선수권 대회에서 금메달 1개, 유럽 피겨 스케이팅 선수권 대회에서 은메달 2개를 획득했으며, 피겨스케이팅 그랑프리 파이널에서 은메달 1개를 수상했다. 4Lz+3T, 4F+3T을 성공한 최초의 여자 선수이며 4Lz를 3번째로 성공하고 4F을 2번째로 성공한 여자 선수이다.